# 淺隱龍屬
淺隱龍屬又稱短尾龍或隱鎖龍，是海生爬行動物蛇頸龍類的一屬，生存於侏儸紀中晚期的英格蘭。

## 發現

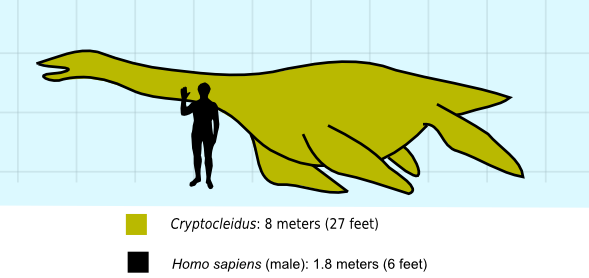
淺隱龍與人類的體型相比

淺隱龍是最著名的蛇頸龍類之一。牠們的標本包含成年個體與幼年個體，有不同的保存狀態，化石已在英格蘭、北法國、俄羅斯、南美等地發現。屬名意為「隱藏的鎖骨」，指的是四肢帶中的小型、難以辨認的鎖骨。
在1871年，模式種最初被敘述為蛇頸龍的一個種（Plesiosaurus eurymerus）。種名意為「寬股骨」，指的是前肢的寬度，但在當時被誤認為是後肢。

## 外表

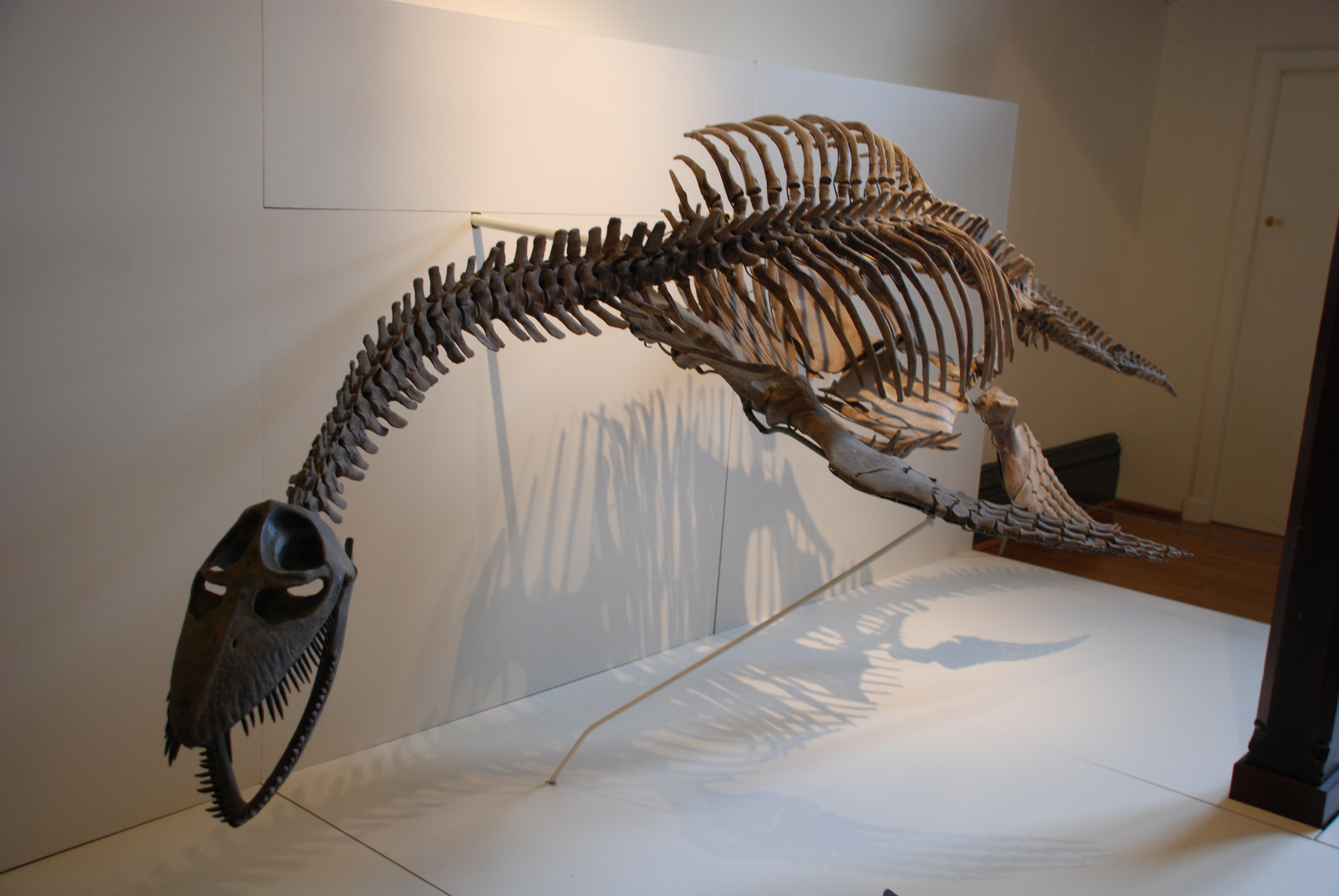
淺隱龍的骨架模型

淺隱龍是種中型蛇頸龍類，被估計身長為8公尺，重達8噸，是種中等大小的蛇頸龍類。牠們的頭部相當平坦，眼睛朝上。頭顱骨寬廣而輕型，頜部擁有約100顆連鎖的長、纖細牙齒，適合用來獵食魚類、甲殼動物、以及頭足類。內鼻部位在前方，而鼻孔相當小。
淺隱龍的頸部長達2公尺，似乎並不靈活。牠們可能將頭部前伸，以避免身體驚動獵物。牠們有四個寬廣的鰭狀肢，除了以波浪狀運動方式在水中流動，另一種方式則是將前鰭狀肢往上，同時將後鰭狀肢往後運動，類似海豚。

## 生活與進食方式
小型蛇頸龍類如淺隱龍，因為牠們類似海豹的身體，而被敘述成兩棲動物，而非完全海生動物。儘管淺隱龍外表看起來笨重、不靈活，但牠們在水中游泳時，使用鰭狀肢當槳，以游泳並尋找獵物。牠們可能在海中產卵，但這是推測而來的。
淺隱龍的易脆頭部與牙齒，使牠們不可能咬住任何獵物，因此牠們應是以小型、身體軟的動物為食，例如魷魚與淺水魚類。淺隱龍可能使用牠們的長、嚙合牙齒來過濾水中的小型獵物，或者從海底沉積物中尋找低棲動物。
Brown與Cruickshank根據鼻部與鼻孔的大小與形狀，而提出淺隱龍能在水中聞出獵物的所在。

## 大眾文化
淺隱龍出現在BBC電視節目《與恐龍共舞》（Walking with Dinosaurs），牠們被敘述成類似海豹的動物，在陸地上休息，並潛入水中捕魚。

## 相片集

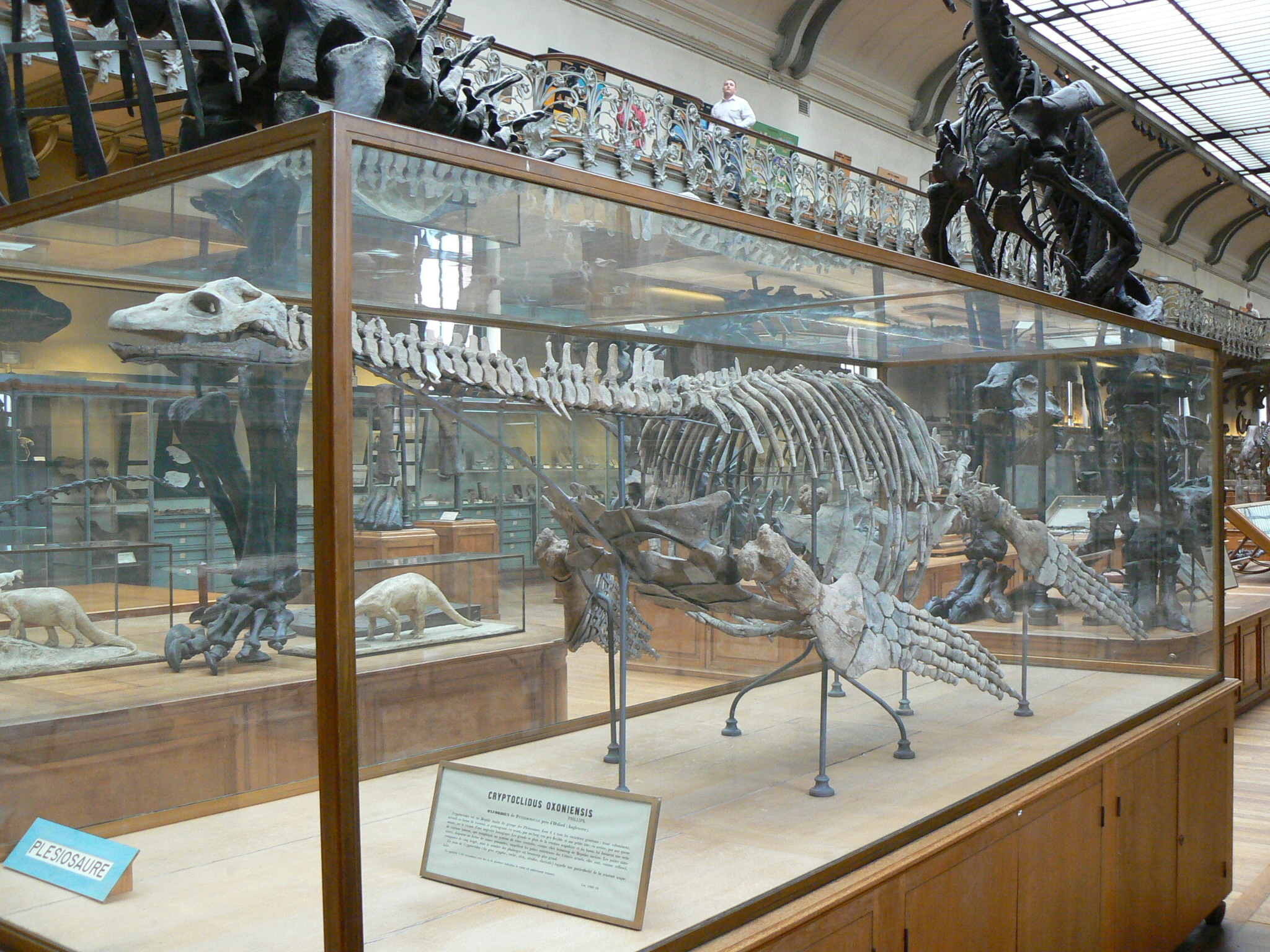
全景
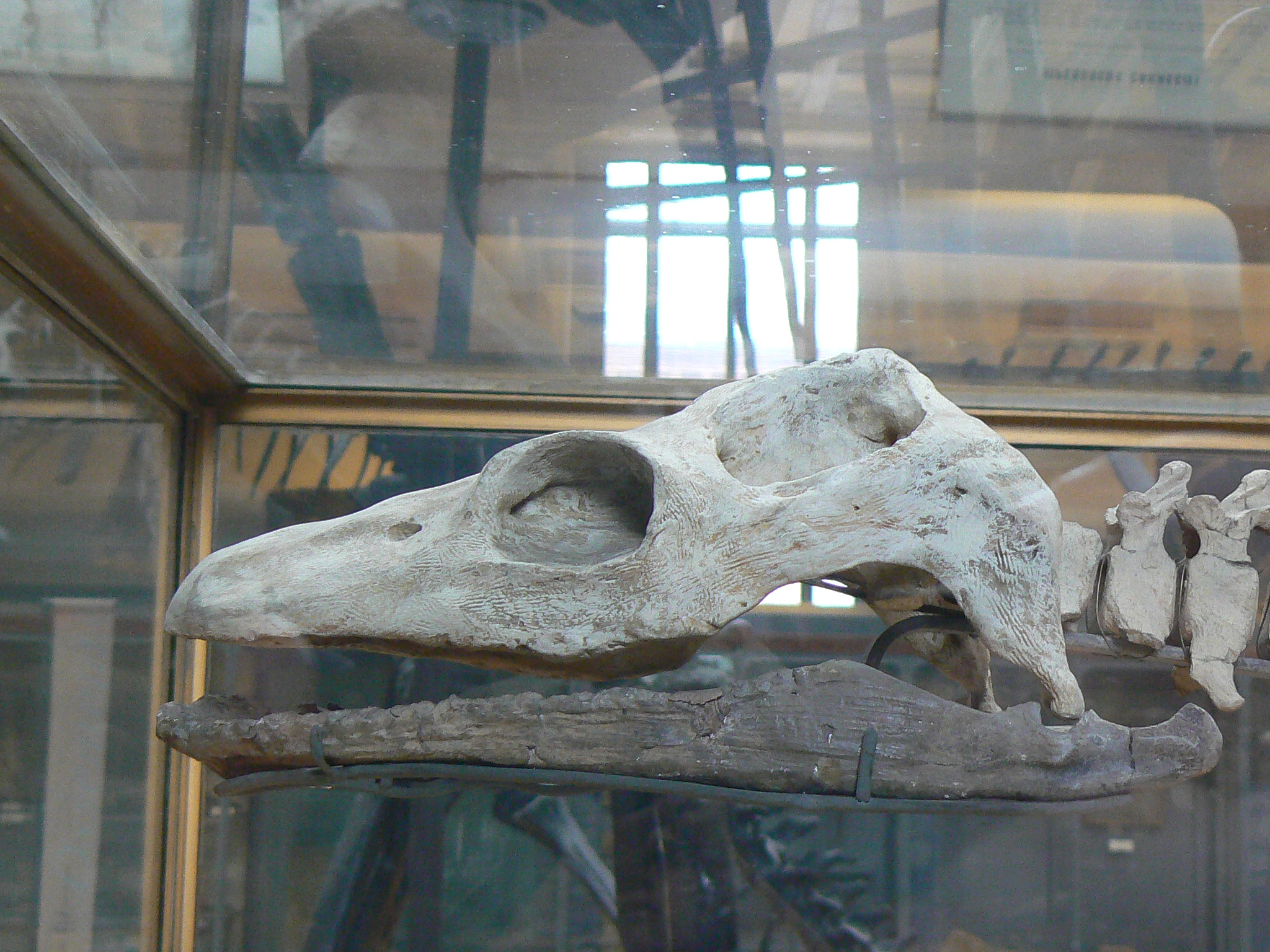
頭顱骨
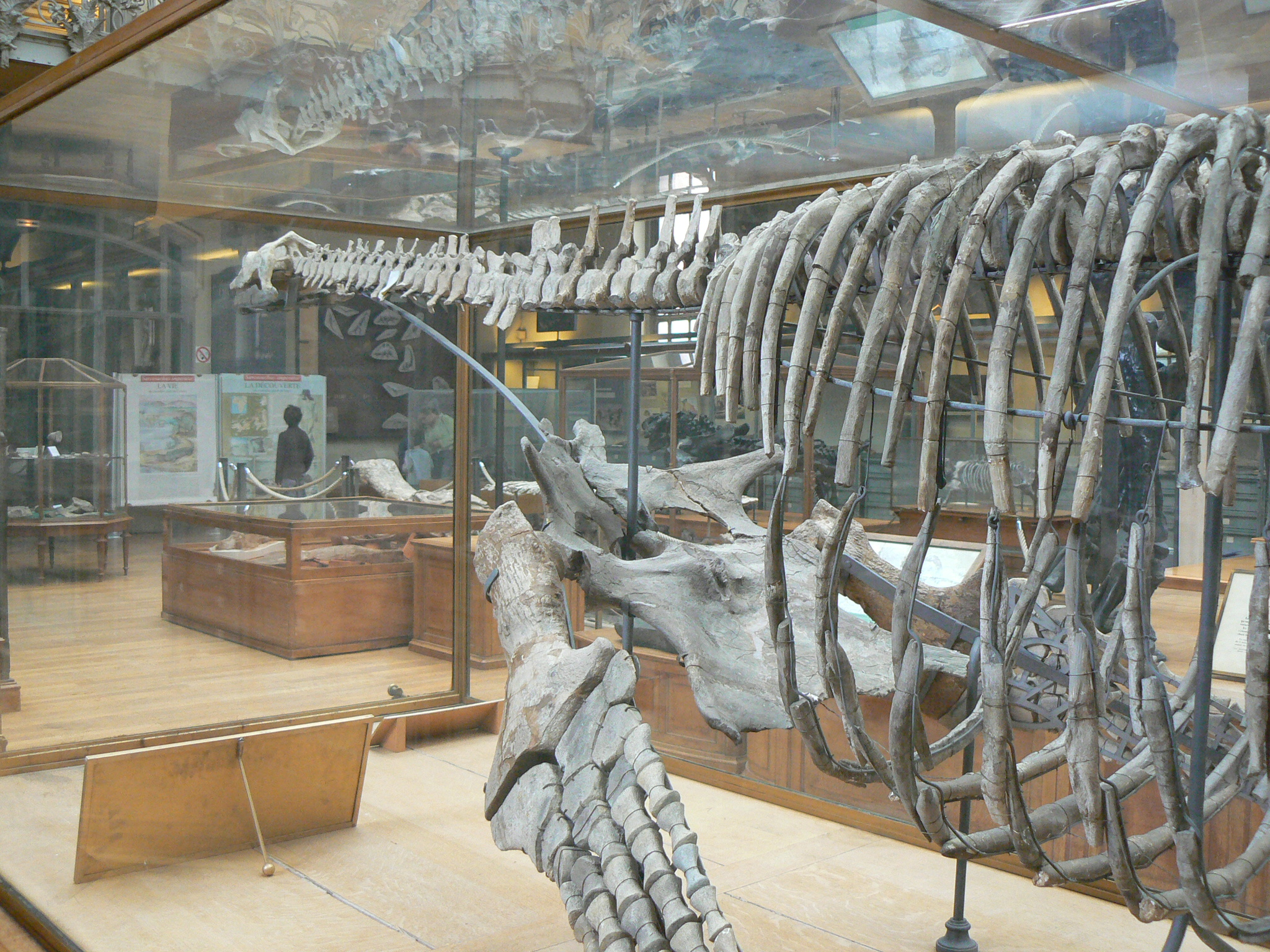
側面
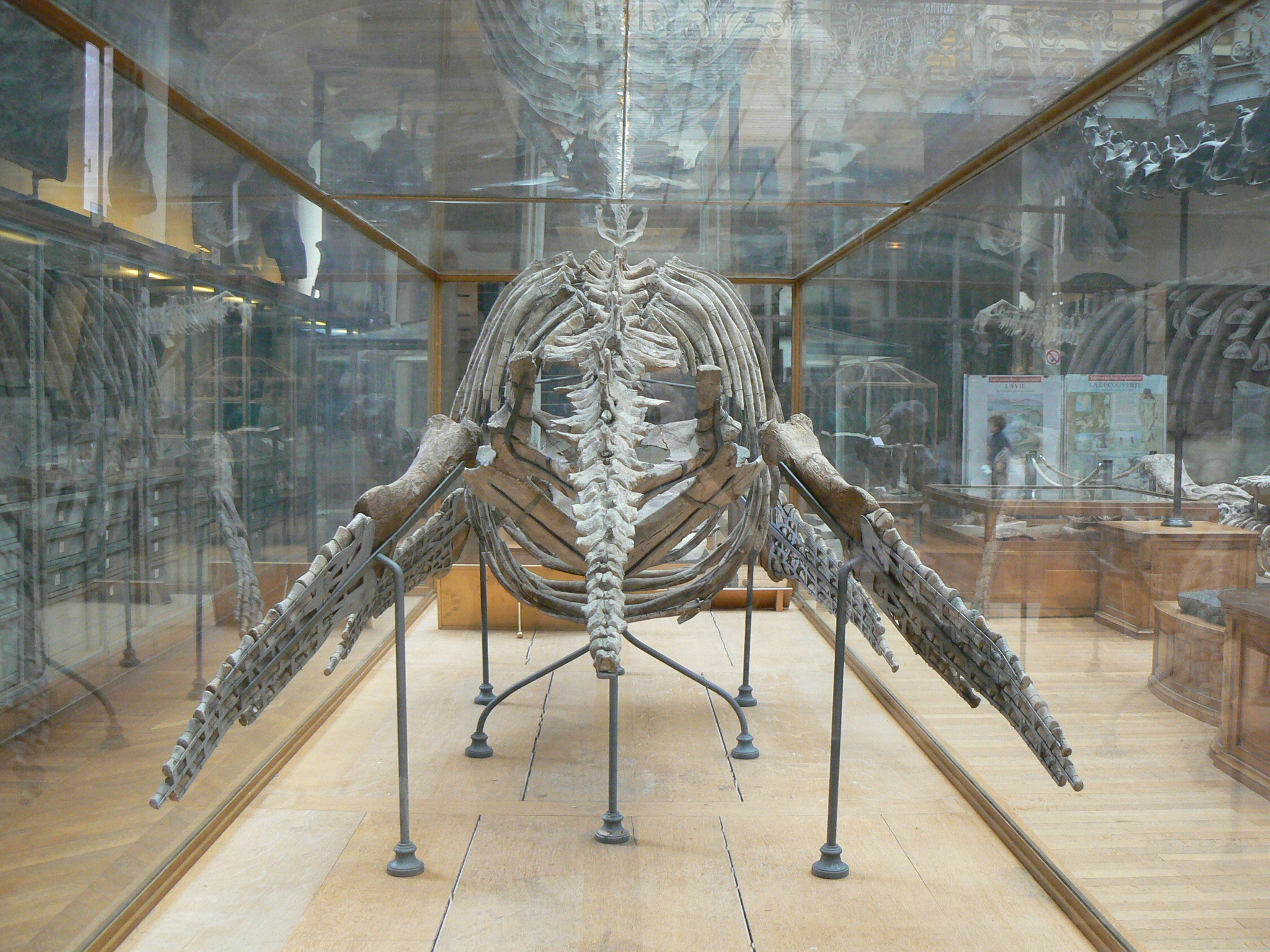
背面
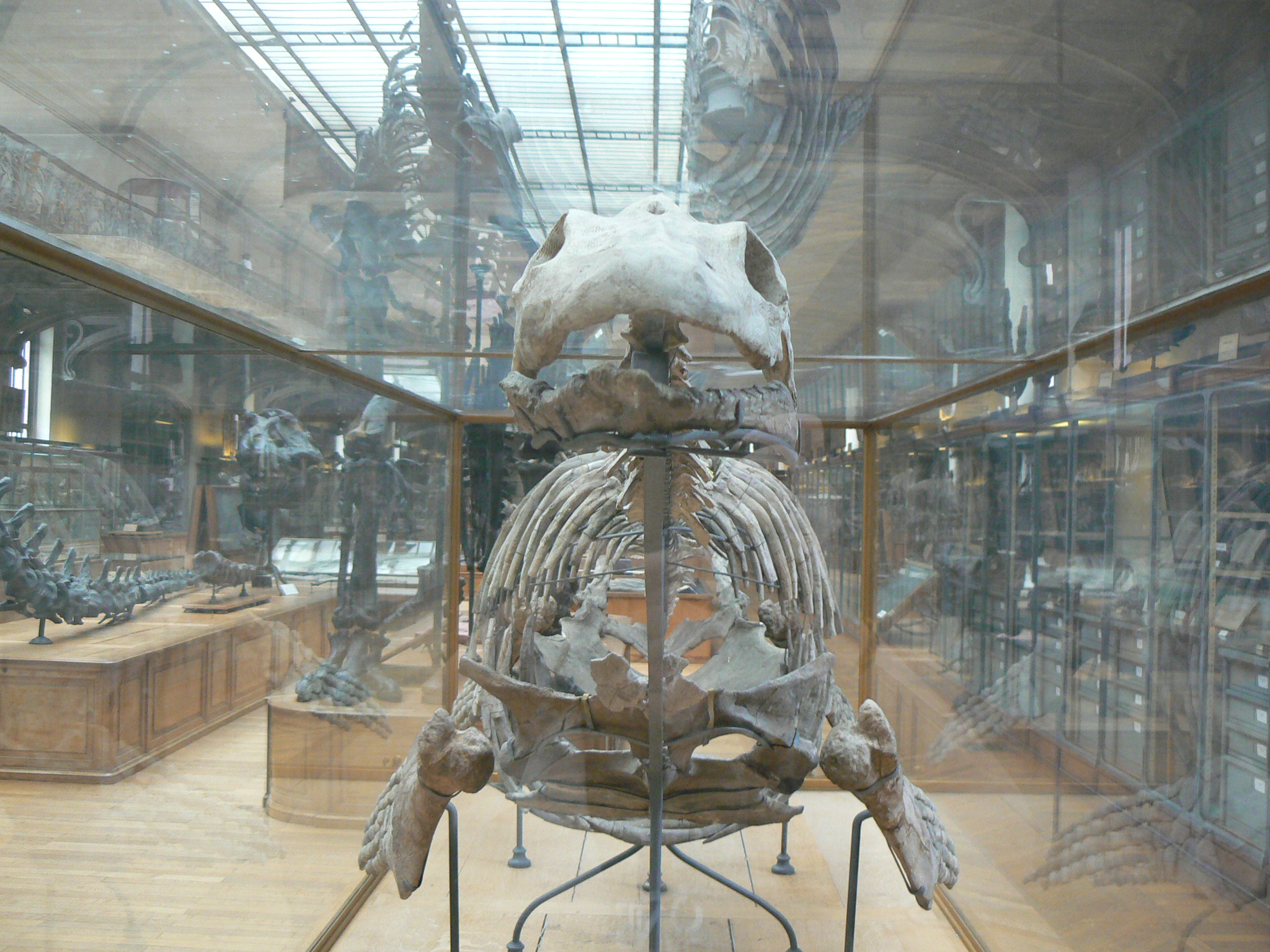
前面